# Arboretum

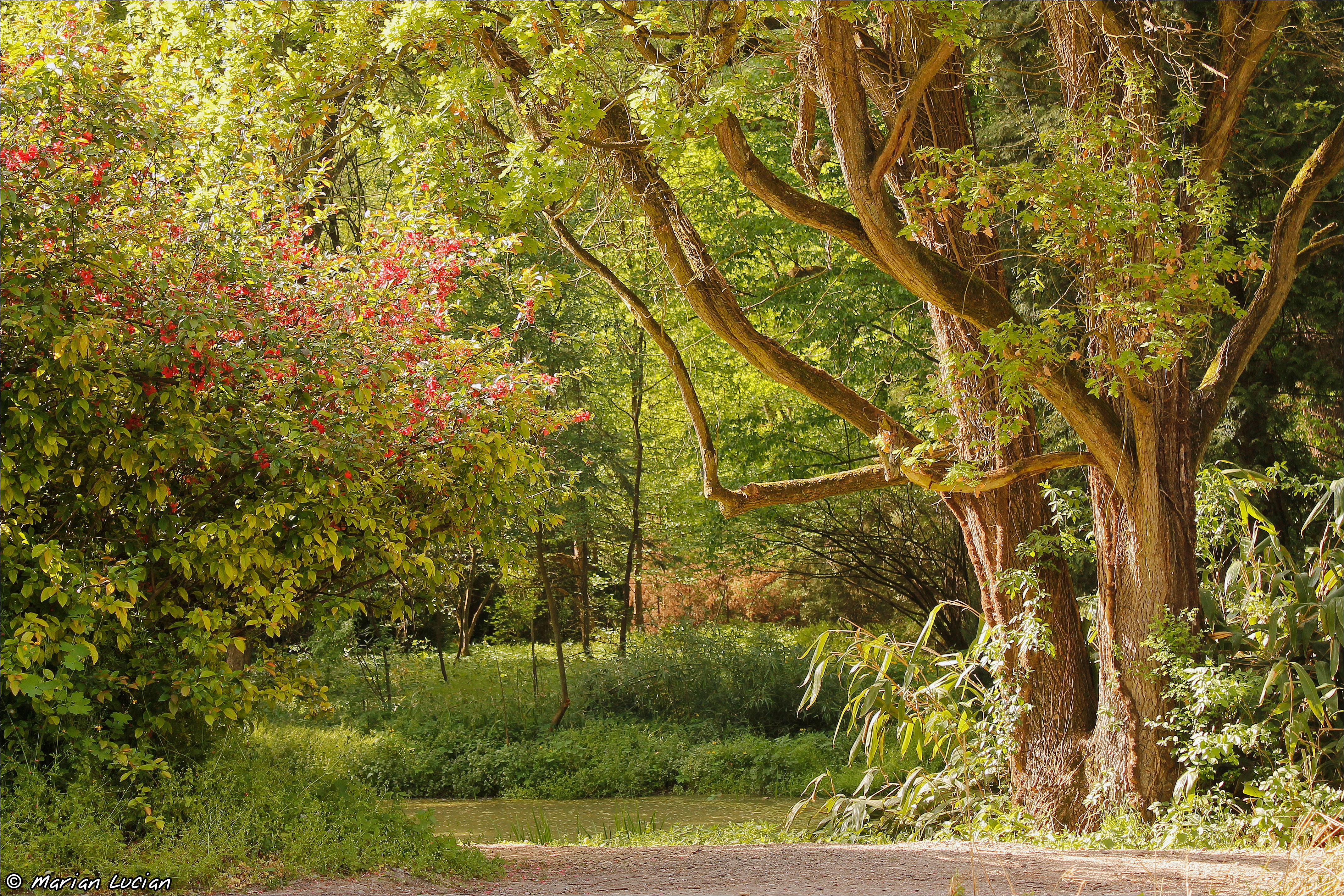
Arboretumul Simeria din România

Arboretumul, numit și dendrariu sau parc dendrologic, este o plantație arboricolă în care se păstrează unele specii indigene sau se aclimatizează speciile provenite din diverse zone fitogeografice ale globului. În componența lor intră atât arborii forestieri, cât și cei fructiferi și ornamentali. Arboretumurile îndeplinesc, pe lângă funcția didactică (studenții pot să-și completeze cunoștințele de la cursuri), și pe cea de cercetare, rezultatele acestor activități științifice fiind valorificate în sectorul de producție, prin recomandările privind introducerea unor specii în plantațiile forestiere, pomicole sau a spațiilor verzi. Dintre arboretumurile (parcurile dendrologice), cele mai renumite în România sunt Parcul Dendrologic Bazoș din localitatea Bazoș, Timiș (64,40 ha), parcul dendrologic Simeria (70 ha), iar din Republica Moldova - parcul „Dendrariu” din Chișinău. 
Termenii de „arboretum”, „dendrariu” și „parc dendrologic” sunt sinonimi și provin de la latinescul „arbor” sau grecescul „dendron” care definesc arborele. În Codul silvic al României „arboretum” este definit ca o „suprafață de teren pe care este cultivată, în scop științific sau educational, o colecție de arbori și arbuști”.

## Arboretumuri din România
- Arboretul de Chamaecyparis lawsoniana Sângeorgiu de Pădure
- Arboretul de castan comestibil de la Baia Mare
- Arboretul Macea
- Arboretele de fag de la Râul Mic
- Arboretumul Simeria